# Poa arctica
Espèce
Synonymes
- Poa abbreviata Blytt ex Griseb.[2]
- Poa callichroa Rydb.[2]
- Poa debilis V.N.Vassil.[2]
- Poa eyerdamii Hultén[2]
- Poa flexuosa var. pallida Lange[2]
- Poa grayana Vasey[2]
- Poa intermedia Steud.[2]
- Poa longipila Nash ex Rydb.[2]
- Poa petschorica Roshev.[2]
- Poa rigens var. vivipara (Malmgren) Schol.[2]
- Poa stricta Lindeb.[3]
- Poa tricholepis Rydb.[2]
- Poa williamsii Nash[2]

Poa arctica, de son nom commun le Pâturin arctique, est une espèce de plantes de la famille des Poaceae.

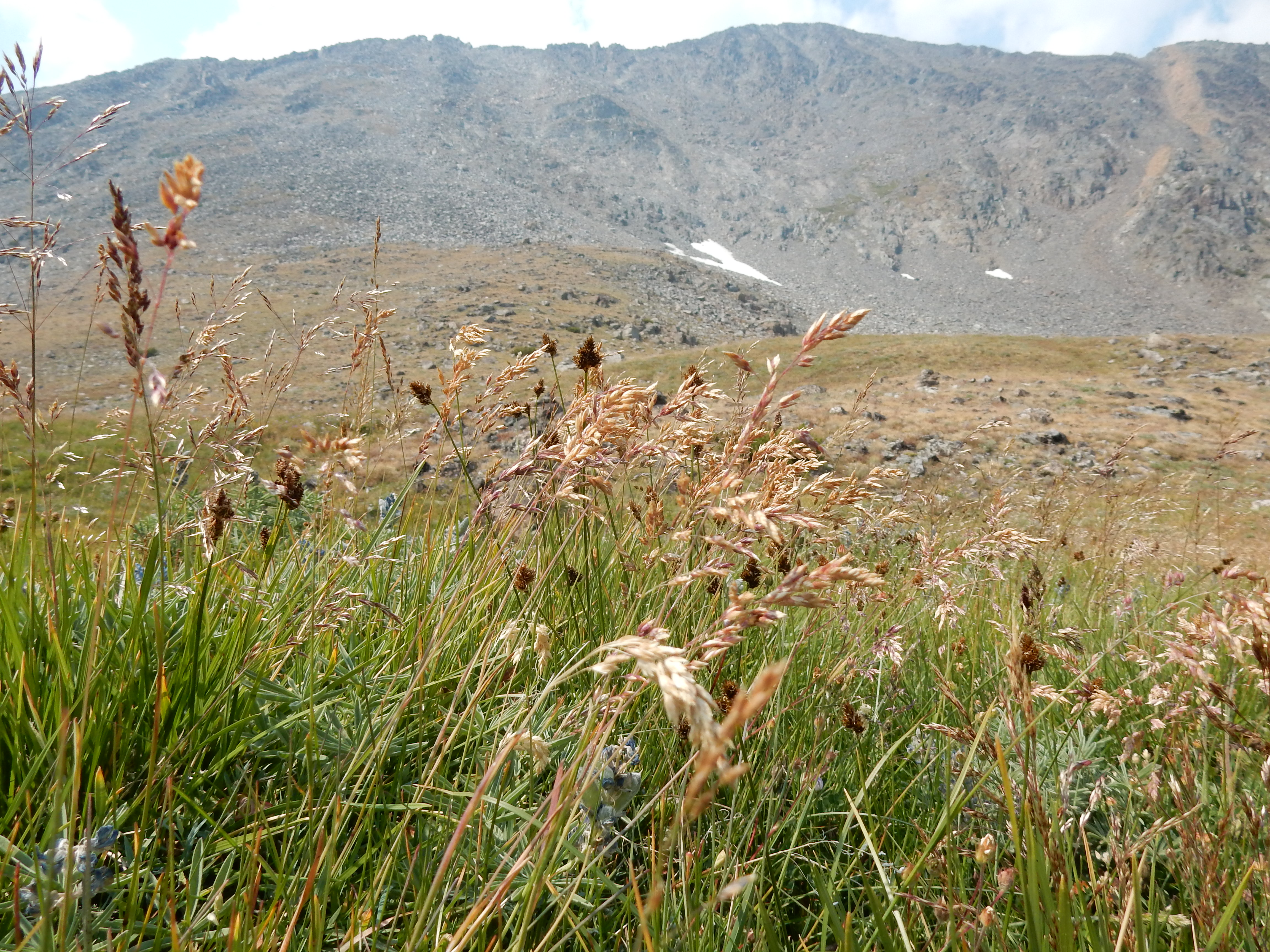
Poa arctica, vue globale (Monts Crazy, Montana, États-Unis)
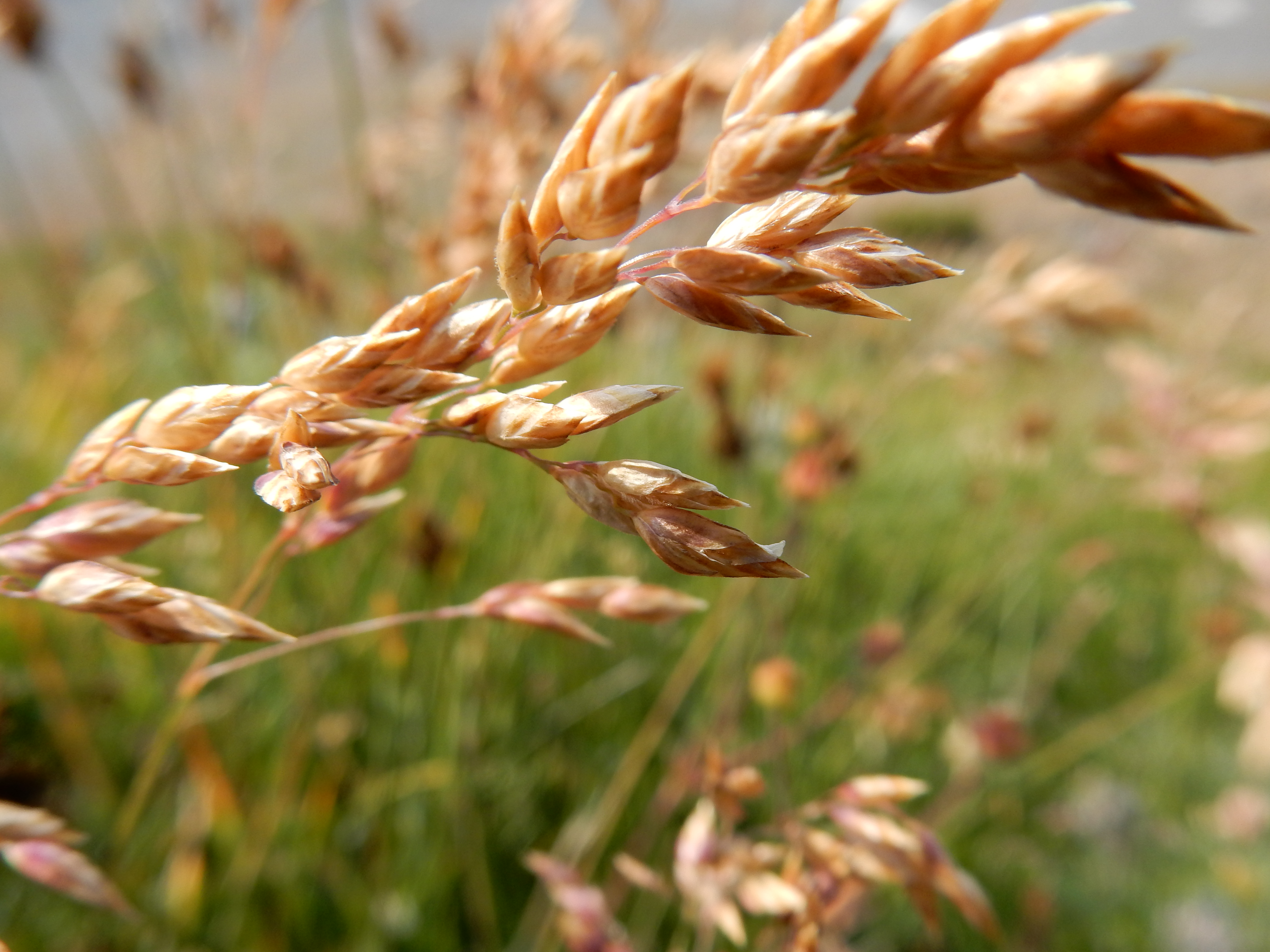
Poa arctica, panicule
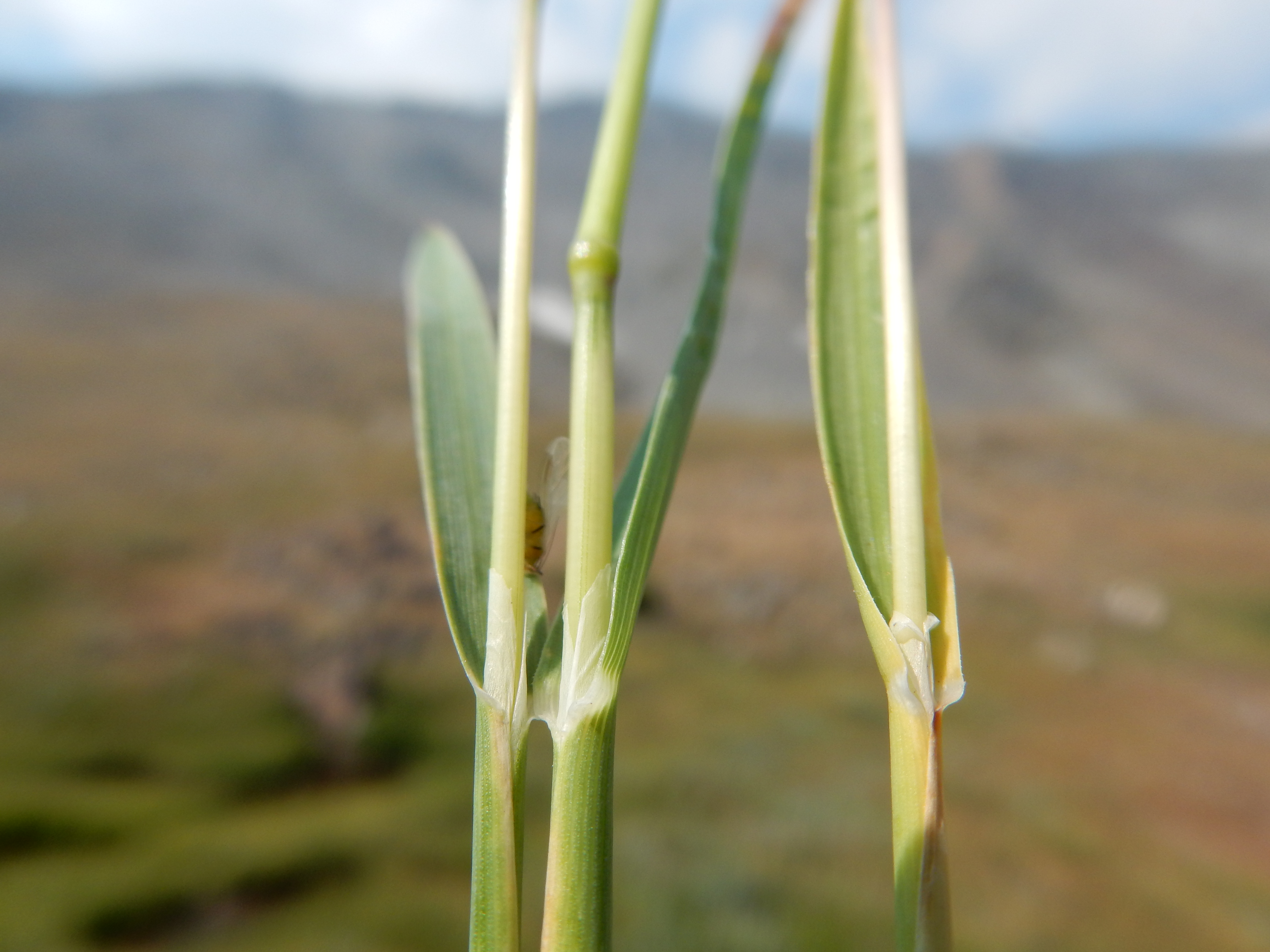
Poa arctica, feuille et ligule

## Liste des sous-espèces et variétés
Selon The Plant List (24 janvier 2019) :
- sous-espèce Poa arctica subsp. depauperata (Fr.) Nannf.

Selon Tropicos (24 janvier 2019) (Attention liste brute contenant possiblement des synonymes) :
- sous-espèce Poa arctica subsp. aperta (Scribn. & Merr.) Soreng
- sous-espèce Poa arctica subsp. arctica
- sous-espèce Poa arctica subsp. caespitans Simmons ex Nannf.
- sous-espèce Poa arctica subsp. depauperata (Fr.) Nannf.
- sous-espèce Poa arctica subsp. elongata (Blytt) Nannf.
- sous-espèce Poa arctica subsp. grayana (Vasey) Á. Löve, D. Löve & B.M. Kapoor
- sous-espèce Poa arctica subsp. lanata (Scribn. & Merr.) Soreng
- sous-espèce Poa arctica subsp. longiculmis Hultén
- sous-espèce Poa arctica subsp. microglumis Nannf.
- sous-espèce Poa arctica subsp. smirnowii (Roshev.) Malyschev
- sous-espèce Poa arctica subsp. stricta (Hartm.) Nannf.
- sous-espèce Poa arctica subsp. tromsensis Nannf.
- sous-espèce Poa arctica subsp. williamsii (Nash) Hultén
- variété Poa arctica var. altaica (Trin.) Regel
- variété Poa arctica var. arctica
- variété Poa arctica var. caespitans (Simmons ex Nannf.) Nannf.
- variété Poa arctica var. grayana (Vasey) Dorn
- variété Poa arctica var. lanata (Scribn. & Merr.) B. Boivin
- variété Poa arctica var. stricta (Hartm.) Nannf.